# Шарпантье, Гюстав
Гюстав Шарпантье (фр. Gustave Charpentier; 25 июня 1860 Дьёз, Франция — 18 февраля 1956 Париж, Франция) — французский композитор.

## Биография
Родился 25 июня 1860 года в семье булочника из Дьёза (Лотарингия). Ещё в детстве проявил музыкальные способности, занимался скрипкой и кларнетом. В пятнадцать лет, работая на бумажно-прядильной фабрике, вместе со своим наставником А. Лортуа организовал музыкальное хоровое общество «Серенады».
Музыкальное образование получил в Парижской консерватории, где его педагогами были Ламбер Жозеф Массар (скрипка) и Жюль Массне (композиция). За кантату «Дидона» был удостоен Римской премии, благодаря чему 1887 — 90 годы провел в Италии. После пребывания в Риме написал симфоническую сюиту «Итальянские впечатления» (1890 год), на музыку которой позже, в 1913, был поставлен балет. В дальнейшем жил в Париже. 
Вершина творчества композитора — опера «Луиза», по своему стилю близкая традициям веризма. Шарпантье назвал свою оперу «музыкальным романом»: «Я хотел, — говорил композитор, — чтобы моя опера была правдивым отражением окружающей меня жизни. Чтобы перевести на язык музыки радости и печали, знакомые людям моего поколения, я должен был прислушиваться к звукам улицы». После премьеры в Opéra Comique 2 февраля 1900 года она шла 200 раз подряд (до 1910 года — 280 раз), а к 50-летию со дня премьеры общее число постановок во французских и зарубежных театрах приблизилось к 1000.

## Музыкально-просветительская деятельность

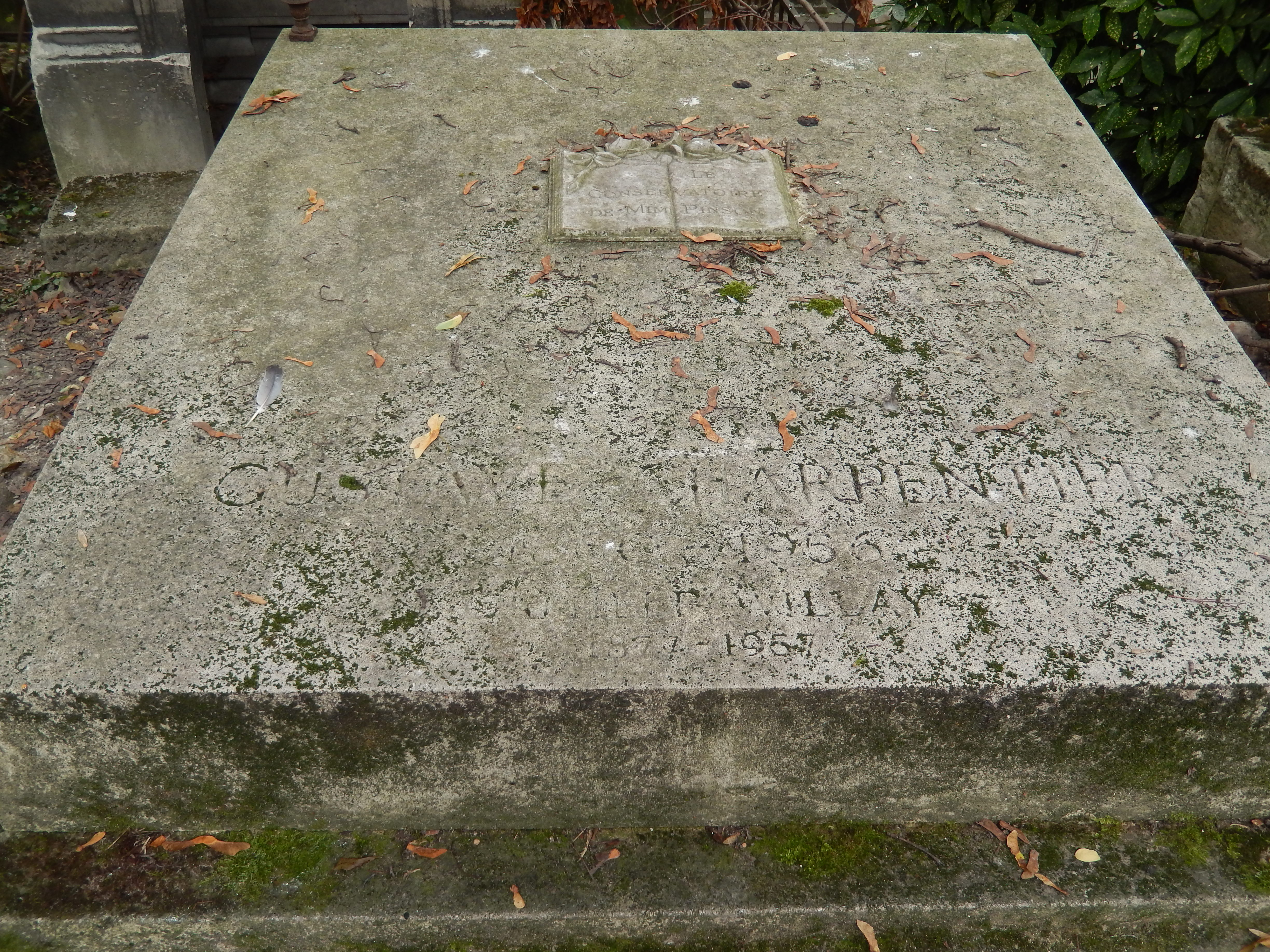
Могила композитора на кладбище Пер-Лашез

Гюстав Шарпантье вёл интенсивную музыкально-просветительскую работу. В 1900 году он основал Народную консерваторию (Институт Мими Пенсон), в которой девушки из социальных низов имели возможность получить бесплатное образование, и стал её директором. Был инициатором создания Народного театра[уточнить], организатором массовых народных музыкальных празднеств «Праздник коронования Музы», писал к ним музыку.
Последователь натуралистического движения Эмиля Золя. Член французской Академии изящных искусств (1912). Написанная в 1913 году феерическая и лирическая драма «Жюльен, или Жизнь поэта», является в известной мере автобиографичной. Шарпантье организовывал массовые народно-музыкальные празднества, а также писал для них музыку.

## Сочинения

### Оперы
- «Луиза» (1900)
- «Жюльен, или Жизнь поэта» (1913)

### Кантаты
- «Дидона» (1887)
- «К столетию Виктора Гюго» (1902)

### Оркестровые произведения
- Три прелюда (1885)
- «Итальянские впечатления», сиюта (1890)

### Произведения для голоса с фортепиано
- «Цветы зла» (1895)
- "Поэмы для пения (1887—1897)

и др.